# نیتین گاناترا
نیتین گاناترا (به انگلیسی: Nitin Ganatra) (زاده ۳۰ ژوئن ۱۹۶۷) بازیگر کنیایی است.
از فیلم‌هایی که وی در آن نقش داشته است می‌توان به جشن شکار اشاره کرد.